# 桨板

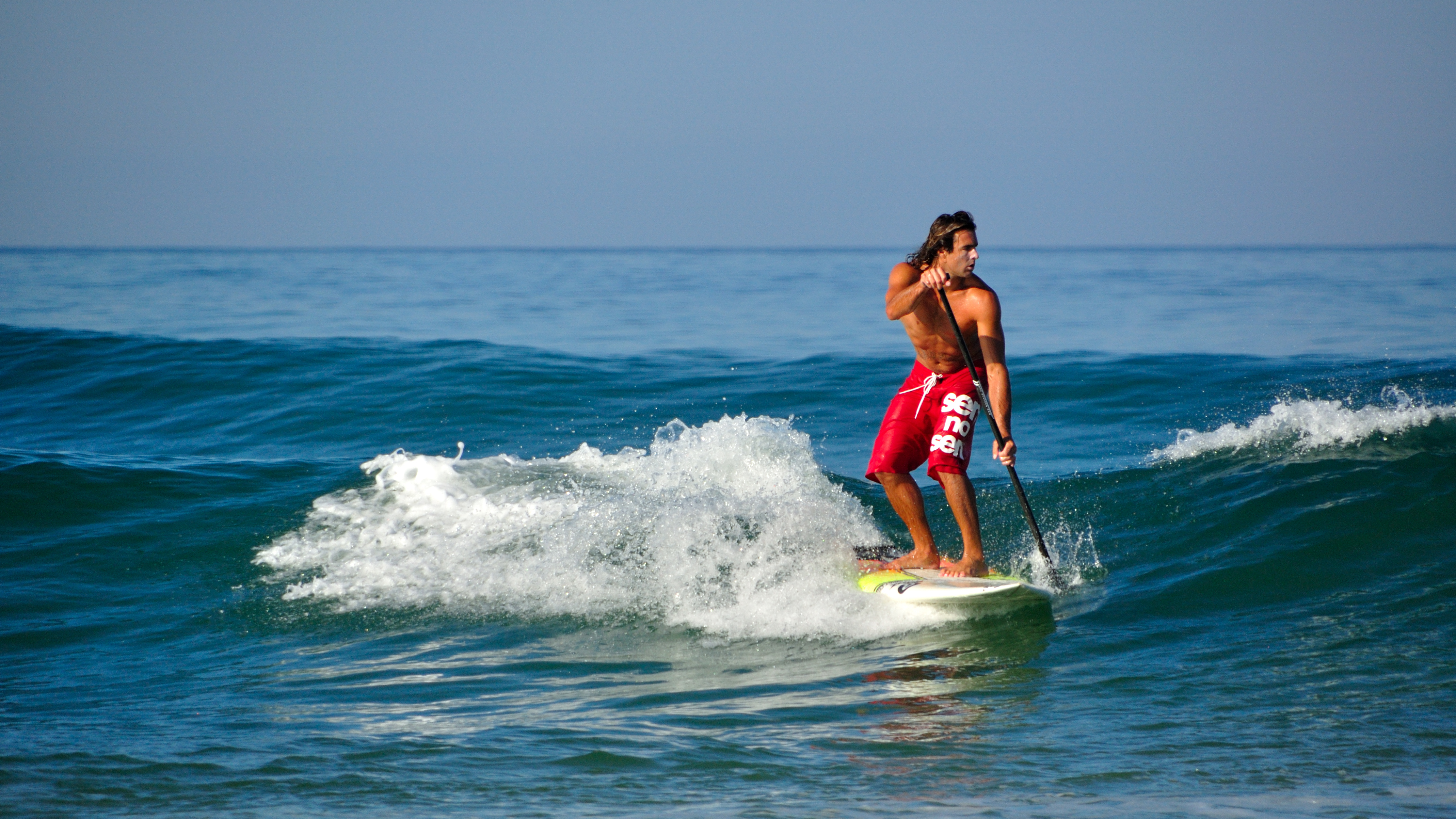
立式單桨冲浪

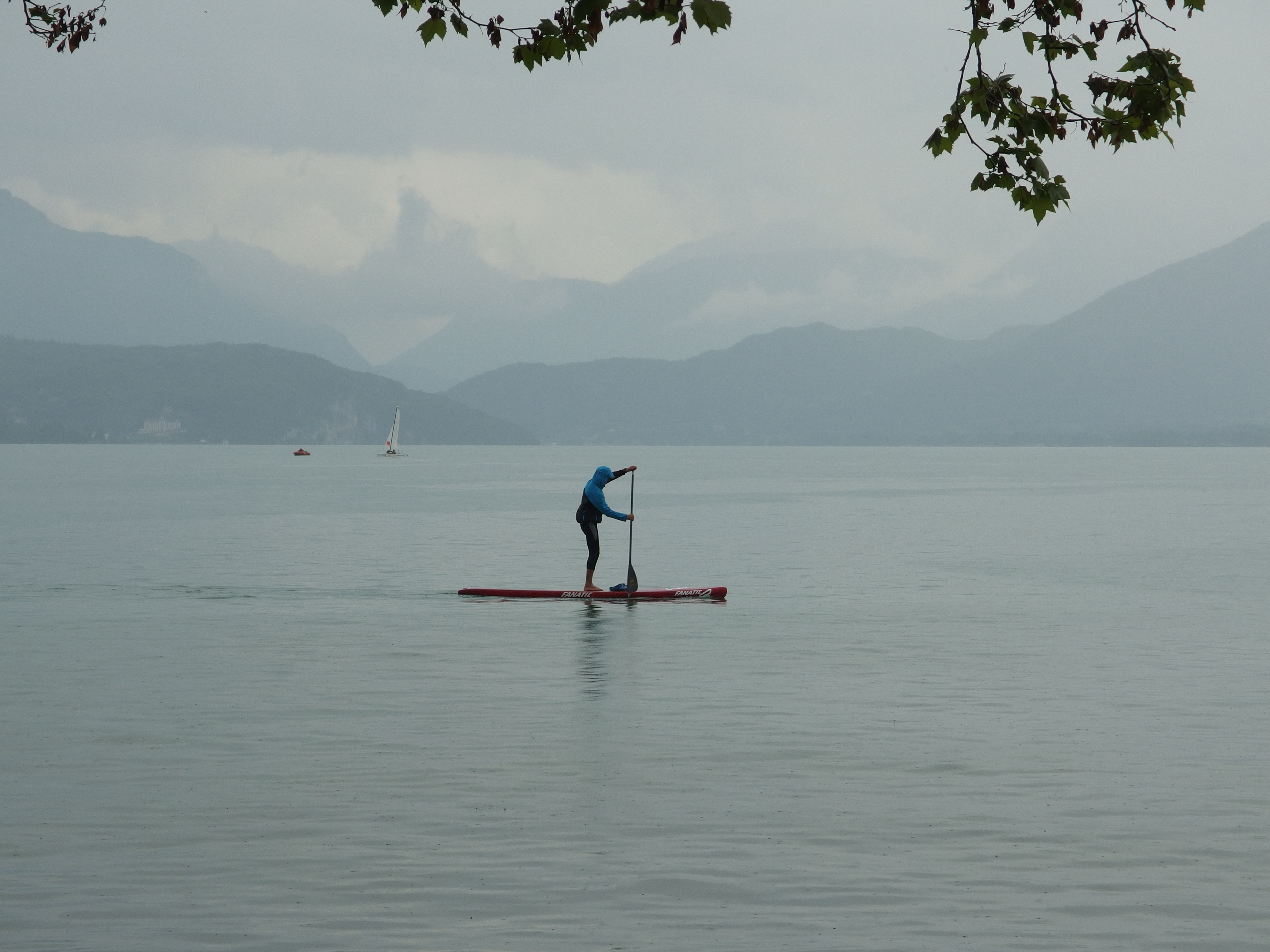
在法国安錫湖上的立式划桨

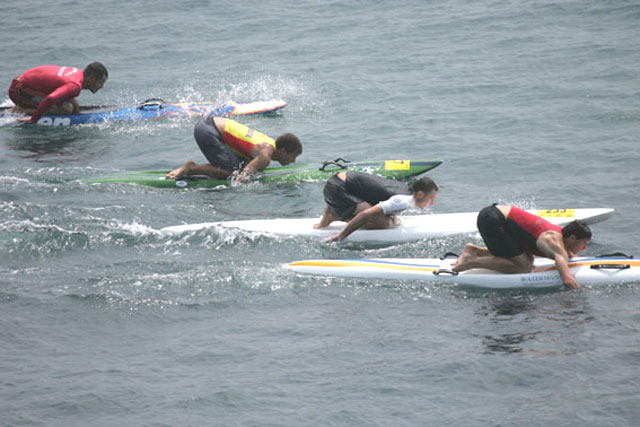
手划桨板比赛

立式划槳運動（standup paddleboarding，stand-up paddling，SUP）台灣簡稱立槳， 中国大陆简称桨板，是起源于夏威夷的一种水上运动，由冲浪与传统的手划桨板（paddleboard）结合而成。活動器材係由桨板（类似大型衝浪板）加上一支高於身高的單叶长杆槳所組成。
運用於衝浪时又称立式單槳衝浪，簡稱立槳衝浪、桨板冲浪。这项运动记录在 2013 年的一份报告中，被确定为当年美国首次参加人数最多的户外运动活动。 桨板也用在湖泊及河流等水域，從事探索、平水划桨、竞赛、冲浪、激流，桨板上瑜伽，钓鱼， 及救生等多方面的活動。